# Sambreixo (Palas de Rey)
Sambreixo (llamada oficialmente Santa María de San Breixo) es una parroquia y una aldea española del municipio de Palas de Rey, en la provincia de Lugo, Galicia.

## Otras denominaciones
La parroquia también es conocida por el nombre de Santa María de Sambreixo.

## Organización territorial
La parroquia está formada por cinco entidades de población:
- Andemil
- Sambreixo (San Breixo)
- Ulloa
- Velouchada (Vilouchada)
- Vilariño

## Demografía

### Parroquia
| Gráfica de evolución demográfica de Sambreixo (parroquia) entre 2000 y 2020 |
|                                                                             |
| Datos según el nomenclátor publicado por el INE.                            |

### Aldea
| Gráfica de evolución demográfica de Sambreixo (aldea) entre 2000 y 2020 |
|                                                                         |
| Datos según el nomenclátor publicado por el INE.                        |